# Abscess
O Abcess é uma banda de death metal de Oakland, Califórnia. A banda foi formada em 1994 por Chris Reifert e Danny Coralles, após ambos sairem do Autopsy.

## Membros

### Formação atual
- Joe Allen – baixo (1997–atualmente), vocal (1994–atualmente)
- Clint Bower – guitarra, vocal (1994–atualmente)
- Danny Coralles – guitarra, vocal (1994–atualmente)
- Chris Reifert – bateria, vocal (1994–atualmente)

### Ex-membros
- Freeway Migliore – baixo (1994–1997)

## Discografia

### Álbuns de estúdio
- Seminal Vampires and Maggot Men (1996)
- Tormented (2000)
- Through the Cracks of Death (2002)
- Damned and Mummified (2004)
- Horrorhammer (2007)

### EP
- Throbbing Black Werebeast (1998)
- Open Wound (1998)

### Coletâneas
- Urine Junkies (1995)
- Thirst for Blood, Hunger for Flesh (2004)

### Álbuns demo
- Abscess (1994)
- Raw, Sick and Brutal Noize (1994)
- Crawled Up From the Sewer (1995)
- Filthy Fucking Freaks (1995)